# Roperuelos del Páramo
Roperuelos del Páramo település Spanyolországban, León tartományban. Lakosainak száma 499 fő (2024).

## Földrajza
Roperuelos del Páramo Cebrones del Río, Zotes del Páramo, La Antigua, Pozuelo del Páramo, Alija del Infantado és Quintana del Marco községekkel határos.

## Népesség
A település lakosságának változását az alábbi diagram mutatja:
| Lakosok száma | 811  | 737  | 701  | 675  | 624  | 616  | 565  | 524  | 511  | 499  |
|               | 2001 | 2004 | 2007 | 2009 | 2012 | 2014 | 2017 | 2019 | 2022 | 2024 |